# Euselasia ella
Euselasia ella is een vlindersoort uit de familie van de prachtvlinders (Riodinidae), onderfamilie Euselasiinae.
Euselasia ella werd in 1916 beschreven door Seitz.